# Ridderzaal
El Ridderzaal («Sala dels Cavallers») és l'edifici principal del Binnenhof a La Haia, als Països Baixos. És utilitzat des de 1904 per a la cerimònia de l'obertura de les sessions parlamentàries que cada any se celebra el tercer dimarts de setembre (Prinsjesdag), quan el monarca es dirigeix al Parlament en la carrossa daurada per pronunciar allà el discurs del tron. També s'utilitza per a les recepcions reials oficials i les conferències interparlamentàries. Hi va tenir lloc la Conferència de la Haia de 1907.

## Història
Iniciat per Guillem d'Holanda, el Ridderzaal va acabar de construir-se sota el regnat de Florenci V, probablement cap a 1290. Més tard, es van construir d'altres edificis al voltant que es van addicionar al Ridderzaal. Durant la República Batava, l'edifici va ser dedicat a altres fins, entre ells la venda de llibres o la loteria nacional. Al transcurs del segle xix, una sèrie de dependències del Ridderzaal van ser demolides; el sostre va ser igualment destruït per ser reconstruït en vidre i acer, abans de ser novament destruït i restaurat, dotze anys més tard, amb una rèplica de la teulada del segle xiii. El Ridderzaal va ser restaurat en la seva totalitat entre el 1898 i el 1904 per al seu actual ús.

### Sala gòtica
Té una gran sala d'arquitectura gòtica de 38 metres per 18 metres, que posseeix unes belles vidrieres que representen els escuts de les ciutats neerlandeses i els emblemes nobiliaris de les principals famílies dels Països Baixos. La pesada estructura del sostre de fusta, amb les seves bigues de 18 metres de longitud, situades a 26 metres d'alçada, dona al visitant la impressió de trobar-se a l'interior d'un gran vaixell invertit.3